# Elezioni parlamentari in Guinea del 2013
Le elezioni parlamentari in Guinea del 2013 si tennero il 28 settembre per il rinnovo dell'Assemblea nazionale.

## Risultati
| Liste (parte proporzionale)                           | Voti      | %     | Seggi |
| ----------------------------------------------------- | --------- | ----- | ----- |
| Raggruppamento del Popolo Guineano                    | 1.468.119 | 46,26 | 53    |
| Unione delle Forze Democratiche di Guinea             | 967.173   | 30,48 | 37    |
| Unione delle Forze Repubblicane                       | 222.101   | 7,00  | 10    |
| Partito della Speranza per lo Sviluppo Nazionale      | 81.041    | 2,55  | 2     |
| Unione per il Progresso della Guinea                  | 54.422    | 1,71  | 2     |
| Raggruppamento per lo Sviluppo Integrale della Guinea | 51.287    | 1,62  | 1     |
| Guinea per Tutti                                      | 46.673    | 1,47  | 1     |
| Unione per il Progresso e il Rinnovamento             | 35.633    | 1,12  | 1     |
| Unione Guineana per la Democrazia e lo Sviluppo       | 34.592    | 1,09  | 1     |
| Partito del Lavoro e della Solidarietà                | 32.934    | 1,04  | 1     |
| Altri                                                 | 179.409   | 5,65  | 5     |
| Totale                                                | 3.173.384 |       | 114   |